# Joshua Oppenheimer

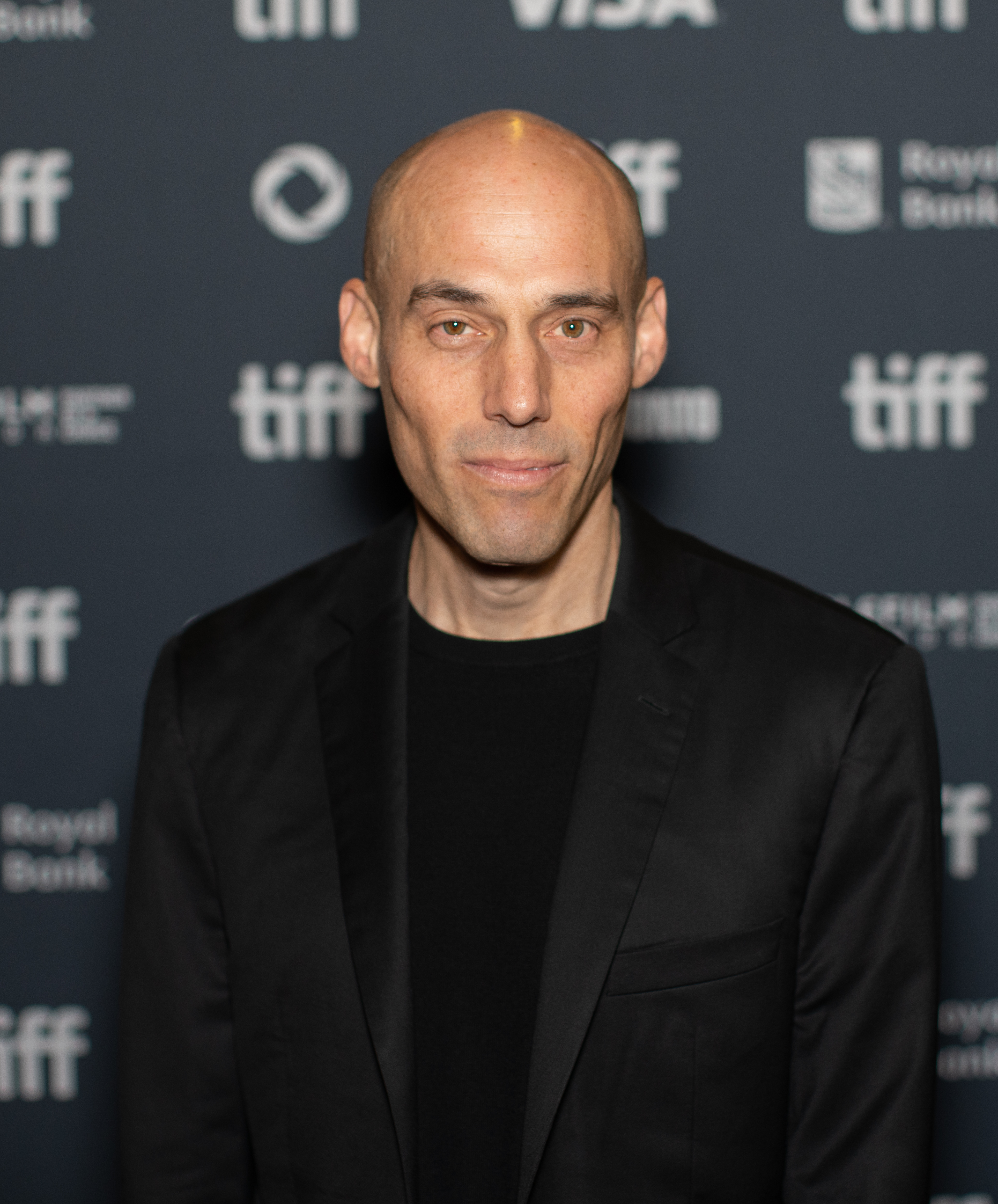
Joshua Oppenheimer (2024)

Joshua Lincoln Oppenheimer (* 23. September 1974 in Austin, Texas) ist ein US-amerikanischer Filmregisseur.

## Leben
Oppenheimer studierte Film an der Harvard University und am Central Saint Martins College of Art and Design in London. In mehreren seiner Dokumentarfilme setzt er sich mit den Nachwirkungen der Massaker in Indonesien Mitte der 1960er Jahre auseinander. So stellen in The Act of Killing ehemalige Mitglieder der Tötungskommandos ihre Taten szenisch nach. Der Film hatte seine Premiere auf dem Telluride Film Festival und wurde anschließend auch in Toronto und auf der Berlinale gezeigt. Als Mitproduzenten konnte Oppenheimer Werner Herzog und Errol Morris gewinnen. Aus Sicherheitsgründen wird ein überwiegender Teil der Crew-Mitglieder im Abspann nicht genannt.
Der im Anschluss entstandene Film The Look of Silence beleuchtet die Folgen des Militärputsches aus der Sicht der Opfer. 2014 wurde er auf den Filmfestspielen von Venedig mit dem Großen Preis der Jury ausgezeichnet. Bei der Oscarverleihung 2016 war er mit Signe Byrge Sørensen für ihre gemeinsame Arbeit an dem Film für einen Oscar in der Kategorie Bester Dokumentarfilm nominiert. Zuvor waren die beiden bereits 2014 für ihre Arbeit an The Act of Killing für diesen Preis nominiert gewesen.
2016 wurde er in die Wettbewerbsjury der 73. Internationalen Filmfestspiele von Venedig berufen. Selbige Aufgabe übernahm er auch 2021 beim 37. Sundance Film Festival.
Joshua Oppenheimer ist neben seiner Arbeit als Filmemacher auch wissenschaftlich tätig und in diesem Zusammenhang am „Genocide and Genre“-Projekt des britischen Arts & Humanities Research Council beteiligt.

## Filmografie (Auswahl)
- 1997: These Places We’ve Learned to Call Home (Kurzfilm)
- 1998: The Entire History of the Louisiana Purchase
- 2003: The Globalisation Tapes (Dokumentarfilm, mit Christine Cynn)
- 2012: The Act of Killing (Dokumentarfilm, mit Christine Cynn)
- 2014: The Look of Silence (Dokumentarfilm)
- 2024: The End

## Auszeichnungen (Auswahl)
Chicago International Film Festival
- 1998: Goldener Hugo für den besten experimentellen Kurzfilm für The Entire History of the Louisiana Purchase

Internationale Filmfestspiele Berlin
- 2013: PanoramaPublikumspreis für den besten Dokumentarfilm für The Act of Killing
- 2013: Preis der Ökumenischen Jury für den besten Film der Sektion Panorama für The Act of Killing
- 2015: Friedensfilmpreis für The Look of Silence

Europäischer Filmpreis
- 2013: Bester Dokumentarfilm für The Act of Killing

Internationale Filmfestspiele von Venedig
- 2014: Großer Preis der Jury für The Look of Silence
- 2014: FIPRESCI-Preis für den besten Film des Wettbewerbs für The Look of Silence

Nuremberg International Human Rights Film Festival
- 2015: Publikumspreis des 9. Internationalen Filmfestivals der Menschenrechte für The Look of Silence

The Ridenhour Prizes
- 2016: The Ridenhour Documentary Film Prize für The Look of Silence

2014 erhielt Oppenheimer ein MacArthur Fellowship.